# Nordsachsen
Nordsachsen là một huyện (Kreis) ở bang tự do Sachsen, Đức.

## Lịch sử
Huyện đã được thành lập thông qua việc sáp nhập các huyện Delitzsch và Torgau-Oschatz trong cuộc cải tổ huyện tháng 8 năm 2008.

## Địa lý
Huyện tọa lạc ở đồng bằng phía đông Leipzig. Sông chính chảy qua huyện này là Mulde và Elbe. Các đơn vị giáp ranh (từ phía tây theo chiều kim đồng hồ) là: bang Sachsen-Anhalt và Brandenburg, các huyện Meißen, Mittelsachsen và Leipzig, và thành phố Leipzig.

## Các thị xã và đô thị
| Thị xã | Đô thị | Đô thị |
| --- | --- | --- |
| 1. Bad Düben 2. Belgern 3. Dahlen 4. Delitzsch 5. Dommitzsch 6. Eilenburg 7. Mügeln 8. Oschatz 9. Schildau 10. Schkeuditz 11. Taucha 12. Torgau | 1. Arzberg 2. Beilrode 3. Cavertitz 4. Doberschütz 5. Dreiheide 6. Elsnig 7. Großtreben-Zwethau 8. Jesewitz 9. Krostitz 10. Laußig 11. Liebschützberg 12. Löbnitz | 1. Mockrehna 2. Naundorf 3. Neukyhna 4. Rackwitz 5. Schönwölkau 6. Sornzig-Ablaß 7. Trossin 8. Wermsdorf 9. Wiedemar 10. Zschepplin 11. Zwochau 12. Zinna |